# Elattostachys falcata
Elattostachys falcata là một loài thực vật có hoa trong họ Bồ hòn. Loài này được (A.Gray) Radlk. mô tả khoa học đầu tiên năm 1879.